# René Schicker
René Schicker (Leoben, 28 settembre 1984) è un ex calciatore austriaco, di ruolo centrocampista.